# Dérive transpolaire

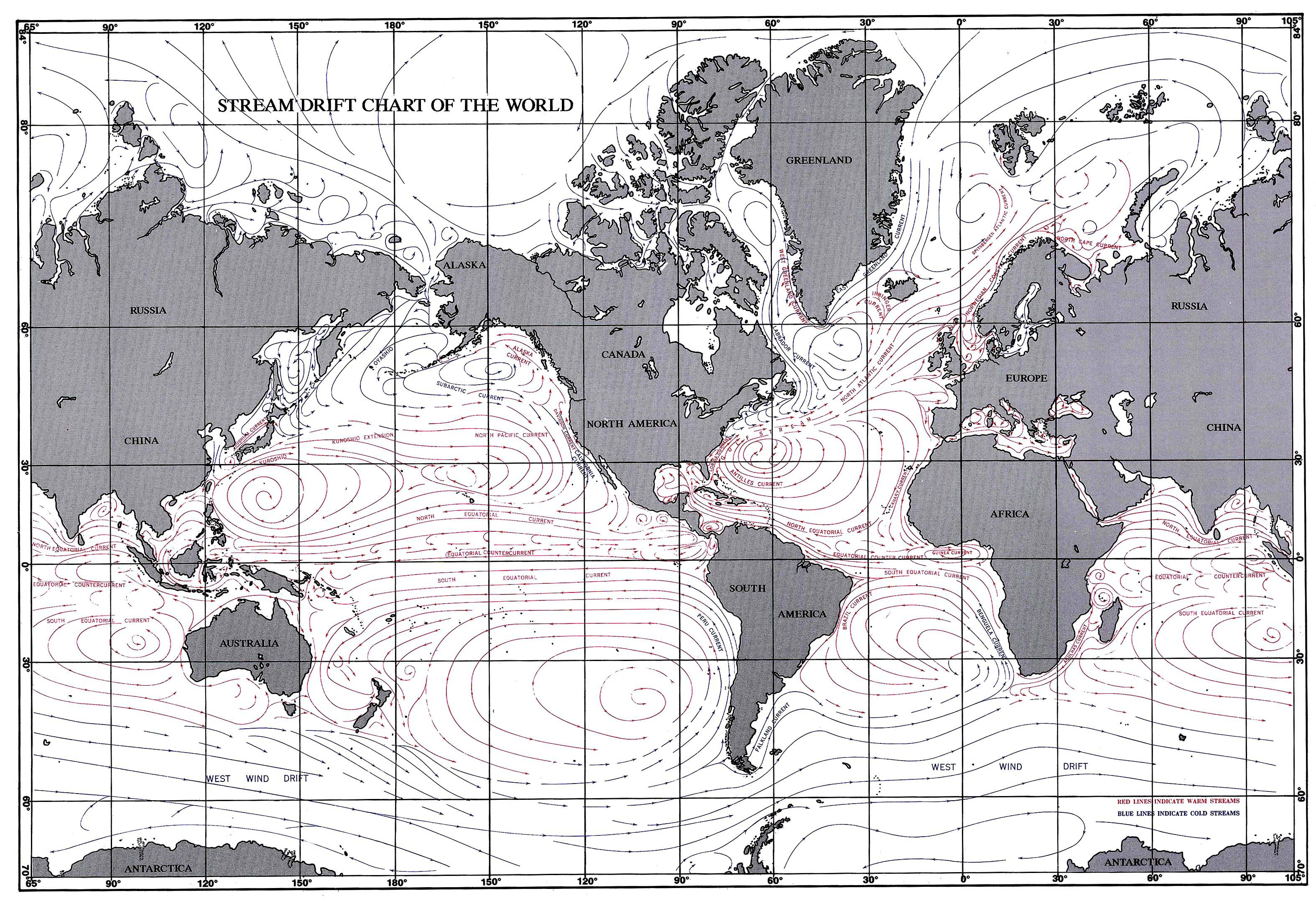
Carte des courants océaniques : la dérive transpolaire longe les côtes de la Sibérie, passe au nord de la terre François-Joseph jusqu'au Groenland.

La dérive transpolaire est un courant océanique qui s'écoule d'est en ouest dans l'océan Arctique. Il démarre vers les côtes du nord-est de la Sibérie en dérivation du gyre de Beaufort, passe vers le pôle au nord de l'archipel François-Joseph et aboutit entre le Spitzberg et le Groenland pour rejoindre le courant du Groenland oriental. 
Il a notamment pour effet d'entraîner une dérive de la banquise polaire arctique, phénomène mis en évidence au cours de l'expédition Fram (1893-1896).